# Episodi di Hudson & Rex (quinta stagione)
La quinta stagione della serie televisiva Hudson & Rex, composta da 20 episodi, è stata trasmessa sul canale canadese Citytv dal 25 settembre 2022 al 25 aprile 2023.
In Italia, la stagione è stata trasmessa in prima visione assoluta su Rai 3 dal 29 luglio al 30 settembre 2023, lasciando inedito l'ultimo episodio per motivi di palinsesto. Il ventesimo ed ultimo episodio è stato reso disponibile su Rai Play il 23 ottobre 2023 mentre in chiaro è stato trasmesso sempre su Rai 3 il 25 dicembre 2023 nella tarda mattinata rispetto al solito orario pomeridiano.
| nº | Titolo originale                           | Titolo Italiano            | Prima TV Canada   | Prima TV Italia   |
| -- | ------------------------------------------ | -------------------------- | ----------------- | ----------------- |
| 1  | Lost in The Barrens                        | Persa nella Tundra         | 25 settembre 2022 | 29 luglio 2023    |
| 2  | Punch Drunk Glove                          | Colpo mortale              | 2 ottobre 2022    | 29 luglio 2023    |
| 3  | Run, Donovan, Run                          | Corri Donovan, corri       | 9 ottobre 2022    | 5 agosto 2023     |
| 4  | Hand Of Cod                                | Merluzzo e rum             | 16 ottobre 2022   | 5 agosto 2023     |
| 5  | The Good Shepherd                          | Il buon pastore            | 23 ottobre 2022   | 12 agosto 2023    |
| 6  | Den Of Snakes                              | La fossa dei serpenti      | 30 ottobre 2022   | 12 agosto 2023    |
| 7  | The Date Escape                            | Evasioni e fughe           | 6 novembre 2022   | 19 agosto 2023    |
| 8  | Bury The Lead                              | Non lasciare tracce        | 13 novembre 2022  | 26 agosto 2023    |
| 9  | Rexpert Witness                            | Testimone d'accusa         | 20 novembre 2022  | 26 agosto 2023    |
| 10 | One Wild Night                             | Una notte sfrenata         | 27 novembre 2022  | 2 settembre 2023  |
| 11 | Working For The Weekend                    | Vacanza con delitto        | 17 gennaio 2023   | 2 settembre 2023  |
| 12 | Lost Lives Club                            | Il club delle vite perdute | 24 gennaio 2023   | 9 settembre 2023  |
| 13 | The Miranda Act                            | Miranda e la truffa        | 31 gennaio 2023   | 9 settembre 2023  |
| 14 | Rexit, Stage Left                          | Rex sul palco              | 7 marzo 2023      | 16 settembre 2023 |
| 15 | Northern Rexposure                         | Rex tra i lupi             | 21 marzo 2023     | 16 settembre 2023 |
| 16 | Due North                                  | Verso Nord                 | 28 marzo 2023     | 23 settembre 2023 |
| 17 | Lost And Found                             | Ritrovata!                 | 4 aprile 2023     | 23 settembre 2023 |
| 18 | Jail Break                                 | Evasione                   | 11 aprile 2023    | 30 settembre 2023 |
| 19 | The Cook, The Chief, The Cop And His Lover | Cuoco capo agente amante   | 18 aprile 2023    | 30 settembre 2023 |
| 20 | One For The Road                           | Per la strada              | 25 aprile 2023    | 23 ottobre 2023   |

## Persa nella tundra
- Titolo originale: Lost in the Barrens
- Diretto e scritto da: Peter Mitchell

### Trama
Quando una giovane donna scompare nella fredda tundra canadese durante un'escursione, i sospetti ricadono sul suo fidanzato, che era con lei; la squadra si mette subito al lavoro per svelare il mistero della sparizione. Charlie e Sarah sono innamorati e felicemente fidanzati, ma non lo rivelano ai colleghi.
- Ascolti Italia: telespettatori 350.000 – share 4,30%[2]

## Colpa mortale
- Titolo originale: Punch Drunk Glove
- Diretto da: John Vatcher
- Scritto da: M.T. Diallo

### Trama
Dopo che Jack, il fratello pugile di Charlie, viene accusato della morte del suo più recente rivale, Charlie si impegna per scagionarlo. Sarah invita Jack a cena da loro per conoscerlo meglio, ma la serata fa emergere il rapporto conflittuale tra i due fratelli.
- Ascolti Italia: telespettatori 412.000 – share 5,30%[2]

## Corri Donovan, corri
- Titolo originale: Run, Donovan, Run
- Diretto da: Peter Mitchell
- Scritto da: Ken Cuperus

### Trama
Donovan prende un giorno libero per trasferire un detenuto in un'altra prigione; si tratta del suo ex partner, che lui stesso aveva denunciato agli Affari Interni per corruzione tanti anni prima. Nel corso della missione, egli si trova a dover affrontare il passato e a restare invischiato in una pericolosa fuga.
- Ascolti Italia: telespettatori 310.000 – share 3,60%[3]

## Merluzzo e rum
- Titolo originale: Hand Of Cod
- Diretto da: John Vatcher
- Scritto da: Robina Lord-Stafford

### Trama
La mano mozzata di una giovane imprenditrice canadese spunta all'interno di una spedizione di pesce arrivata in Giamaica e proveniente da Terranova. Charlie e Rex scoprono che la vittima aveva ricevuto minacce di stampo razzista e sospettano che un rivale in affari possa avere qualcosa a che fare con la sua morte.
- Ascolti Italia: telespettatori 341.000 – share 4,20%[3]

## Il buon pastore
- Titolo originale: The Good Shepherd
- Diretto da: Mary Pedersen
- Scritto da: Céleste Parr

### Trama
Ad un evento organizzato dalla Polizia di St. John's con degli studenti, un poliziotto eroe, in pensione a causa di una grave ferita in servizio, cade da una rampa di scale e afferma che è stato Rex ad attaccarlo senza motivo. Il cane viene immediatamente allontanato dalla squadra, ma Charlie è sicuro che non compierebbe mai un'azione simile (dato che è addestrato ad attaccare soltanto su suo ordine) e si rivolge ad un alleato "non ortodosso" per restituire a Rex il proprio incarico.
- Ascolti Italia: telespettatori 300.000 – share 3,80%[4]

## La fossa dei serpenti
- Titolo originale: Den Of Snakes
- Diretto da: Eleanore Lindo
- Scritto da: Keri Ferencz

### Trama
Il proprietario di una società di giochi da tavolo nonché creatore di uno dei più popolari, "La fossa dei serpenti", viene trovato morto, ucciso da nove morsi di mamba nero. Indagando, Charlie e Rex scoprono che ci sono parecchi sospettati e diversi moventi. Sarah si trova a fronteggiare la propria ofidiofobia e collabora con un eccentrico esperto di questi rettili per individuare e catturare quello letale prima che faccia male ad altri. Nel frattempo, Jesse convince il Sovrintendente Donovan ad intraprendere appuntamenti online creandogli a sua insaputa un profilo su Tinder.
- Ascolti Italia: telespettatori 331.000 – share 4,40%[4]

## Evasioni e fughe
- Titolo originale: The Date Escape
- Diretto da: Eleanore Lindo
- Scritto da: Christina Ray

### Trama
All'interno del penitenziario femminile di Saint John's esplode una bomba e sei detenute evadono dalla breccia aperta nel muro perimetrale; vengono subito ricatturate, ma all'appello ne mancano due: Valerie Winehouse, in carcere per aver ucciso il fidanzato violento dopo otto anni di abusi, e Vicky Gumble, una ex poliziotta. È chiaro che l'ordigno era un diversivo per coprire la loro fuga; ma invece di sparire, le due si danno alla "pazza gioia" tra shopping sfrenato e cene in ristoranti costosi, diventando eroine del web. Alla base della fuga c'è però un motivo diverso; infatti si scopre che esse sono innamorate e che Valerie è malata: ha un cancro alla cistifellea al quarto stadio, ormai incurabile, quindi il loro comportamento è dovuto al fatto che vogliono vivere ogni giorno come se fosse l'ultimo, dato che a lei rimangono poche settimane di vita. La nipote di Vicky ammette alla Polizia di aver fatto arrivare al di là delle mura del penitenziario il materiale per costruire la bomba, come le aveva chiesto la zia, utilizzando un drone di sua proprietà, e fornisce il numero del cellulare usa-e-getta con il quale Vicky l'ha contattata. Jesse riesce a rintracciare il segnale non appena il numero torna attivo e Charlie si reca sul posto, trovandovi le due intente a farsi unire in matrimonio; consente di terminare la cerimonia prima di arrestarle ma improvvisamente Valerie ha un malore e si accascia al suolo; in realtà ha finto per potersi dileguare in auto, mentre Charlie arresta comunque Vicky, che tuttavia si rifiuta di rivelare dove si trova la moglie. Dalle sue affermazioni e dai racconti di altre detenute, emerge che la dottoressa Audrey Keller dell'infermeria della prigione sta violando da anni il codice etico, trascurando i malesseri delle detenute (infatti Valerie si sarebbe potuta curare se la Keller avesse notificato la presenza del cancro molto prima) o addirittura spingendole verso il suicidio assistito quando il dolore diventa insopportabile; la Polizia intuisce dunque che Valerie vuole vendicarsi sulla Keller e si precipita al penitenziario, dove effettivamente lei le sta puntando un coltello alla gola. Charlie è in grado di dissuaderla dal compiere il gesto promettendole che tutti sapranno cosa la Keller ha fatto, allora Valerie getta a terra il coltello. Sarah contatta un'amica dottoressa affinché sostituisca la Keller, che viene arrestata, in infermeria, e offre il proprio aiuto a Vicky per intentare una causa insieme ai parenti delle altre detenute, mentre Valerie viene ricoverata in ospedale. Nel frattempo, Donovan ha deciso di uscire con una delle donne conosciute tramite il profilo creatogli da Jesse su Tinder e prenota un tavolo in un elegante ristorante, ma prima che possano gustare l'antipasto lei riceve una telefonata d'emergenza e si scusa dicendo di dover andare via; alla fine Donovan chiama Jesse e condivide la cena con lui.
- Ascolti Italia: telespettatori 290.000 – share 3,50%[5]

## Non lasciare tracce
- Titolo originale: Bury the Lead
- Diretto da: JJ Neepin
- Scritto da: Joseph Milando

### Trama
Durante un rave, un'amica di Camilla, la figlia di Donovan, viene uccisa e a trovarla è proprio lei. La ragazza, Marisa, gestiva in forma anonima una pagina Instagram chiamata "Notizie dal campus", che negli ultimi tempi aveva portato alla luce parecchi problemi interni all'università. La squadra lavora per individuare l'assassino anche se ostacolata dalle interferenze di Camilla, determinata a "raccontare la storia" per il proprio stage di giornalismo, tanto da rischiare la vita facendo preoccupare il padre.
- Ascolti Italia: telespettatori 288.000 – share 3,30%[6]

## Testimone d'accusa
- Titolo originale: Rexpert Witness
- Diretto da: Harvey Crossland
- Scritto da: Joseph Milando

### Trama
Sarah testimonia in qualità di esperta in un caso di incendio doloso in cui il suo ex Michael rappresenta l'accusa, ma viene smentita in aula da una compagna di università, che mette in dubbio la sua capacità professionale. La squadra ha solo 48 ore per scoprire la verità prima che l'imputato venga rilasciato: Sarah torna in laboratorio per "scavare a fondo" e Rex contribuisce a individuare prove manipolate che conducono alla soluzione sia dell'incendio doloso che dell'omicidio. Ciò che ferisce maggiormente Sarah è che Michael sembra dubitare di lei, anche se alla fine si scusa per averlo fatto, aggiungendo che per lui non è facile mantenere con lei un rapporto soltanto professionale. 
- Ascolti Italia: telespettatori 324.000 – share 3,90%[6]

## Una notte sfrenata
- Titolo originale: One Wild Night
- Diretto da: Harvey Crossland
- Scritto da: Keri Ferencz

### Trama
Nel corso di un addio al nubilato, la damigella d'onore Louisa Hastings viene trovata morta ai piedi di una scala del locale in cui si svolgeva la festa. Trattandosi di una ex tossicodipendente, tutti credono che abbia ceduto alla tentazione e che sia caduta accidentalmente, ma Charlie non ne è convinto, specialmente dopo che Rex rinviene una pillola che si rivela essere GHB (la cosiddetta "droga dello stupro"). Il test tossicologico determina che la vittima era pulita, niente droghe nell'organismo, bensì granelli della sostanza in bocca, quindi qualcuno deve averla messa nel suo drink al locale e costretta ad assumerla. Viene rintracciato un ragazzo col quale Louisa aveva parlato alla festa, e Rex scova del GHB nella sua auto: interrogato, egli afferma che sì, voleva "abbordarla" ma lei non era della stessa idea e si è allontanata per occuparsi delle amiche ubriache. Charlie sospetta poi anche della promessa sposa, anche se alla fine il colpevole risulta essere il testimone dello sposo, che l'ha uccisa perché lei aveva scoperto che lui spacciava. Il detective si accorge del turbamento di Sarah e lei successivamente, scusandosi per essere stata scortese, gli spiega che Louisa le ricorda la sua compagna di stanza al primo anno di college, Willow, anche lei tossicodipendente ed entrata e uscita dalle cliniche riabilitative per anni; a differenza della loro vittima, però, Willow è riuscita a smettere. Alla fine dell'episodio, Sarah le telefona per "recuperare" i contatti. Donovan partecipa ad un workshop sulle tattiche difensive.
- Ascolti Italia: telespettatori 290.000 – share 3,20%[7]

## Vacanza con delitto
- Titolo originale: Working for the Weekend
- Diretto da: Deanne Foley
- Scritto da: Molly Clayton

### Trama
Charlie e Sarah partono per un rilassante weekend romantico ad Apple Bay. Prima di entrare nel Bed & Breakfast che hanno prenotato, Rex li trascina in un garage, dove trovano un uomo impiccato, Eric. L'agente del luogo crede sia un suicidio, anche perché egli era caduto in depressione dopo aver perso il proprio pub, ma alcune incongruenze non convincono Sarah che pensa ad un delitto; lei e Charlie offrono la propria collaborazione sebbene l'agente non apprezzi la loro intromissione. L'indagine rivela che la comunità in cui si trovano non è così idilliaca come sembrava. Nel frattempo, Jesse inizia a sospettare che tra Charlie e Sarah ci sia più di un'amicizia ed espone la propria ipotesi alla dottoressa Karma Poole.
- Ascolti Italia: telespettatori 293.000 – share 3,40%[7]

## Il club delle vite perdute
- Titolo originale: Lost Lives Club
- Diretto da: Deanne Foley
- Scritto da: Christina Ray

### Trama
Un gruppo di donne protesta contro le autorità, accusandole di non difendere le vittime di violenza e di lasciar andare impuniti gli uomini che ne abusano; si scagliano soprattutto verso Blake Harrison, un noto fisioterapista denunciato per stupro ma riconosciuto innocente dal tribunale, che successivamente viene ucciso. La squadra pensa subito ad una vendetta attuata da una delle sue presunte vittime.
- Ascolti Italia: telespettatori 339.000 – share 3,80%[8]

## Miranda e la truffa
- Titolo originale: The Miranda Act
- Diretto da: Eleanore Lindo
- Scritto da: Ken Cuperus

### Trama
Miranda, la zia di Charlie con la passione per i misteri, e alcuni suoi amici subiscono una truffa finanziaria. Lei è sorpresa nell'abitazione del presunto colpevole e, accusata di violazione di domicilio, posta agli arresti domiciliari. La situazione si complica nel momento in cui l'autore della frode viene trovato morto. Alla fine, Charlie e Rex fanno in modo che gli anziani, compresa Miranda, abbiano indietro i propri soldi (lei nel frattempo fa capire al nipote di aver intuito che ora sta insieme a Sarah).
- Ascolti Italia: telespettatori 310.000 – share 3,80%[8]

## Rex sul palco
- Titolo originale: Rexit, Stage Left
- Diretto da: Eleanore Lindo
- Scritto da: Ken Cuperus

### Trama
Donovan recita in uno spettacolo teatrale che ogni anno mette in scena il naufragio del "Dispatch", una tragedia avvenuta a Terranova in passato nella quale centinaia di persone morirono quando la nave finì in mezzo ad una violenta burrasca e fu anche assaltata dai pirati. Durante l'anteprima, l'attrice protagonista Tegan Mansfield viene uccisa sul palco. Per indagare, Rex entra nella compagnia nel ruolo del cane - eroe della tragedia, indossando un microfono nascosto, mentre Charlie e la squadra scavano dietro le quinte. Alla fine dell'episodio, risolto il caso, tutti assistono allo spettacolo e alla performance di Rex.
- Ascolti Italia: telespettatori 301.000 – share 3,10%[9]

## Rex tra i lupi
- Titolo originale: Northern Rexposure
- Diretto da: TJ Scott
- Scritto da: Mary Pedersen

### Trama
Jesse riceve un messaggio allarmante dalla sorella Crystal, in cui la ragazza dice di essere nei guai; provando a richiamarla, lei non risponde, allora lui preoccupato chiede a Donovan l'autorizzazione per partire verso il Nord Ontario e rintracciarla, portando con sé Sarah e Rex. Charlie rimane a St. John's per revisionare uno dei primi casi seguiti appena diventato detective: quello di una bambina rapita, Alison Anders, che lo perseguita da anni. Jesse, Sarah e Rex arrivano a destinazione e trovano Crystal insieme al suo fidanzato Nick Weller, ma la situazione assume presto contorni letali nel momento in cui un uomo armato spara loro addosso, finendo per uccidere Nick; costretti a fuggire su un piccolo aereo, si schiantano poco dopo. Sarah scrive un messaggio su un biglietto che attacca al collare di Rex, mandandolo a cercare aiuto, poi Jesse è costretto ad "operarla" perché ha subìto un'emorragia interna. Nel frattempo, una detective locale, Sidney Scott (ufficialmente ancora in licenza per lutto dopo aver perso il marito da poco), indaga su un omicidio la cui colpevole sembra essere Crystal. L'episodio si conclude mostrando un pick-up con a bordo una coppia che, vedendo Rex sul ciglio della strada ed essendone incuriosita, accosta e lo carica per poi proseguire.
- Ascolti Italia:  telespettatori 293.000 – share 3,30%[9]

## Verso Nord
- Titolo originale: Due North
- Diretto da: TJ Scott
- Scritto da: Mary Pedersen e Joseph Milando

### Trama
Dopo la laparotomia d'emergenza effettuata da Jesse, Sarah ha perso i sensi. I due e Crystal confidano in Rex per l'arrivo dei soccorsi. Il cane, sfruttando il "passaggio" della coppia sul pick-up, raggiunge la Centrale di Polizia del Nord Ontario e attira l'attenzione della detective Sidney Scott, la quale individua il biglietto scritto da Sarah in cui questa raccomanda di informare la Polizia di Saint. John's, cosa che Sidney fa. Subito dopo, parte per localizzare i tre dispersi lasciandosi guidare da Rex, che la conduce sul luogo dell'incidente aereo; i tre vengono soccorsi e Sarah, che si è ripresa, operata in ospedale. La detective interroga Crystal in merito all'intrusione a casa di Bianca Cooper: la ragazza afferma che la donna è morta battendo la testa a seguito di una colluttazione con Nick, che aveva sorpreso a derubarla (infatti Crystal ha con sé 100000 dollari presi dall'abitazione); i colleghi di Sidney sono però convinti che sia stata la ragazza ad uccidere Bianca. Sarah, visionando le foto dell'autopsia, nota un livido che sposta di due ore l'ora del decesso, scagionando quindi la sorella di Jesse (resta comunque l'accusa di effrazione). La detective Scott concentra allora i propri sospetti su Wayne Kinney e Tim Cooper (marito della vittima), scoprendo che erano ex soci di suo marito Daniel, ucciso da poco, in un'attività illegale di sversamento di rifiuti tossici provenienti da una miniera nelle acque cittadine. I due risultano alla fine colpevoli di entrambi gli omicidi e vengono arrestati. Avendo risolto il caso e scoperto la vera natura del marito, Sidney decide di mettere in vendita la casa e di tornare al lavoro con un nuovo partner: un adorabile cucciolo di pastore tedesco, anch'esso di nome Rex. Jesse e Crystal si salutano e lei dice che resterà in Ontario. Lui, Sarah e Rex fanno ritorno a St. John's, cosicché Sarah può riabbracciare Charlie, che per tutto il tempo si era preoccupato dopo la notizia dell'incidente aereo e aveva inoltre deciso di abbandonare il caso della bambina rapita Alison, non avendo fatto progressi nelle indagini.
- Ascolti Italia: telespettatori 341.000 – share 3,40%[10]

## Ritrovata!
- Titolo originale: Lost and Found
- Diretto da: Warren Sonoda
- Scritto da: Keri Ferencz e Joseph Milando

### Trama
Charlie sta ancora revisionando il caso di Alison Anders, la bambina scomparsa molti anni prima, che lo perseguita. Nel momento in cui Bertrand Boyle, un testimone che lui ha sempre creduto sapesse la verità, gli telefona nel cuore della notte chiedendogli di incontrarlo con urgenza, Charlie sente che forse, per la prima volta, avrà delle risposte. Tuttavia, giunto nel locale indicato, trova l'uomo morto nel vicolo sul retro; conforta comunque la madre della ragazza, Fiona, promettendole che le riporterà la figlia. All'indirizzo scritto su un bigliettino trovato accanto al corpo di Boyle, il fiuto di Rex porta alla luce uno scheletro e una bambola di pezza seppelliti nel giardino; gli esami indicano che i resti sono di una donna sulla quarantina, Dolly Miles, dunque Alison è ancora viva e si conferma che è stata rapita. Dopo aver interrogato una vicina di Dolly, Charlie e Rex raggiungono un capanno nel bosco di proprietà dei coniugi Miles, dove si imbattono in una ragazza che Charlie riconosce immediatamente come Alison. Portata in ospedale, non le vengono rilevati segni di violenza sessuale né di traumi, ma lei rifiuta le cure e mostra un atteggiamento aggressivo (si calma solo grazie a Rex). Fiona si presenta per vedere la figlia, ma quest'ultima la respinge e non la riconosce, continuando a sostenere che i propri genitori siano Trevor e Dolly Miles. Sembra evidente che l'uomo, dopo averla rapita, abbia attuato su di lei una sorta di "condizionamento" per "annullare" la sua identità (cambiandole il nome in Allie). Le ricerche online di Jesse indirizzano verso il mondo dei survivalisti (coloro che si preparano al "giorno del giudizio" e a fronteggiare ogni genere di catastrofe) e delle teorie di cospirazione (microchip, veleni nei cibi ecc...). Charlie ritrova Alison, scappata da casa di Fiona, rinchiusa da Trevor in un bunker nascosto sotto il capanno, e arresta l'uomo, oltre che per rapimento, anche per l'omicidio di Bertrand Boyle. Alla fine dell'episodio, Charlie e Rex assistono al ricongiungimento tra Fiona e Alison, quando la vista della bambola fa riaffiorare nella ragazza il ricordo della vera madre.
- Ascolti Italia: telespettatori 282.000 – share 3,10%[10]

## Evasione
- Titolo originale: Jail Break
- Diretto da: Warren P. Sonoda
- Scritto da: Peter Mitchell

### Trama
Un pericoloso assassino, Billy Mumford, detenuto nelle celle di custodia della Polizia di St. John's in attesa di trasferimento riesce ad evadere con l'aiuto di due complici e prende in ostaggio due poliziotti, Justine Mallory e Ben Rawlins (quest'ultimo al primo giorno di lavoro), affinché la sua richiesta di un elicottero per la fuga sia esaudita, sparando alle telecamere per metterle fuori uso. Il Sovrintendente Donovan si trova ad un seminario, perciò l'ufficiale di grado più alto nel quartier generale è Charlie, che notando Rex percepire un pericolo allerta immediatamente la S.W.A.T. . Jesse e la dottoressa Karma Poole si trovano in obitorio a giocare a carte e, appena informati della situazione, ricevono l'ordine da Charlie di restare lì; Karma tuttavia è contraria temendo che i criminali potrebbero venire a cercare altri ostaggi, e decidono di uscire e raggiungere Charlie, Sarah e Rex. Una volta alla propria postazione, Jesse riattiva alcune delle telecamere per poter seguire gli sviluppi e Charlie stabilisce un contatto con loro tramite il sistema audio. I criminali ordinano all'Agente Mallory di sbloccare la porta dell'ala detentiva e per farle capire che fanno sul serio il "capo" del gruppo spara a Rawlins alla spalla; l'altra obbedisce e loro escono, iniziando a cercare una via di fuga. Jesse scopre che i due complici hanno precedenti per reati minori, nulla di così grave, pertanto Mumford deve averli costretti ad aiutarlo. Charlie manda Rex all'interno dei condotti di ventilazione per individuare la posizione del gruppo ed eventualmente fermarli: il cane ne mette k.o. uno, gli altri scappano lasciandosi dietro la Mallory gravemente ferita; Rex la trascina fino alla sala operativa dove viene soccorsa. Per salvare la vita di Rawlins, che ha un'emorragia interna, Charlie si offre volontariamente come ostaggio al suo posto, assicurando ai criminali che lui è l'unica persona che al momento può impedire alla S.W.A.T. di irrompere. Sarah segue la situazione dalle telecamere e poi aggiorna Donovan, rientrato dal seminario, convincendolo a trattenere la squadra speciale in base alla fiducia che entrambi hanno in Charlie e Rex. I due riescono a seminare gli evasi e si rifugiano nel laboratorio forense, in cui Charlie sfrutta le sostanze chimiche presenti per preparare una granata stordente fai-da-te, che lancia verso Mumford e la complice donna (il complice uomo era stato ucciso in precedenza) non appena vi si imbatte, mentre Rex li distrae. I due vengono così nuovamente arrestati (anche se la donna ammette di essere stata costretta), e Donovan ringrazia comunque la S.W.A.T. anche se il suo intervento non è stato necessario, dato che Charlie è stato in grado di risolvere la crisi senza scontri a fuoco. Gli agenti Mallory e Rawlins si riprenderanno, e anche Karma ringrazia Jesse per essere stato con lei.
- Ascolti Italia:

## Cuoco capo agente amante
- Titolo originale: The Cook, the Chief, the Cop and His Lover
- Diretto da: Felipe Rodriguez
- Scritto da: Elyne Quan

### Trama
Charlie e Sarah sono a cena con Rex nel loro ristorante preferito, di cucina cinese, quando Sarah nota, ad un paio di tavoli di distanza, il Sovrintendente Capo Mike Archer; presa dal timore che possa vederli insieme e quindi capire che hanno una relazione, lo riferisce a Charlie e pensa di andarsene, ma lui la tranquillizza dicendole di comportarsi normalmente. Improvvisamente, Archer ha un malore, si alza dal tavolo ma subito si accascia a terra; Sarah si precipita a soccorrerlo non potendo fare altro che constatarne il decesso. I test tossicologici rilevano tracce di veleno di aconito, quindi si tratta di un omicidio. Alla Polizia di Saint John's arriva la moglie Rebecca, alla quale Donovan porge le condoglianze: ella gli consegna un plico di lettere minatorie e di minacce di morte ricevute dal marito prima del pensionamento, l'ipotesi è che qualcuno degli autori abbia deciso di "metterle in pratica". Charlie interroga Kenny Constantine, un uomo che ha scontato undici anni di carcere per omicidio colposo per poi ottenere la libertà vigilata: egli aveva minacciato Archer perché si era presentato ad ogni sua udienza opponendosi alla concessione della condizionale; Constantine si rivela però estraneo al delitto. Nel corso dell'episodio, Charlie e Sarah riflettono sulla possibilità di rendere pubblica la loro relazione. L'indagine svolta allora nella direzione di una faida tra il ristorante in cui il delitto è avvenuto e un altro dal nome simile aperto esattamente di fronte, i cui proprietari sono in rivalità da tempo. Il colpevole risulta essere il figlio della proprietaria del primo ristorante, che aveva contratto un debito di 100'000 dollari in criptovaluta e, non sapendo più come pagare, ha avvelenato la pietanza a base di petto di pollo fritto di Archer per sfruttare un cavillo dell'assicurazione del ristorante che prevede un indennizzo di 3 milioni di dollari in caso di chiusura. Alla fine dell'episodio, Charlie e Sarah invitano Jesse e Donovan a cena a casa di Charlie per svelare il loro legame: appena glielo annunciano, i due colleghi replicano ridendo che essendo poliziotti lo avevano già intuito da mesi.
- Ascolti Italia:

## Per la strada
- Titolo originale: One for the Road
- Diretto da: Felipe Rodriguez e Elsbeth McCall
- Scritto da: Mary Pedersen

### Trama
La squadra sta trascorrendo una serata in un pub locale per festeggiare la promozione di Donovan a Sovrintendente Capo "ad interim". All'improvviso, si sente un grido provenire dall'esterno e tutti si precipitano fuori: un uomo sta tentando di rubare l'auto ad una donna; Jesse si mette in mezzo per impedirlo e l'uomo gli spara due volte, lasciandolo a terra. Sarah presta subito soccorso al collega, che viene condotto in ospedale: uno dei proiettili ha perforato un polmone e la situazione appare grave. Charlie, Rex e Sarah restano al suo capezzale (Rex è tanto abbattuto da stare accanto alla scrivania di Jesse). Fortunatamente l'intervento chirurgico a cui il collega viene sottoposto ha successo e Jesse si risveglia, ma ha ricordi confusi sull'accaduto, riuscendo comunque poi a identificare sia la donna vittima del furto (in realtà complice) sia l'uomo armato. Charlie e Rex trovano quest'ultimo morto e interrogano la fidanzata Diana, la quale non lo crede capace di compiere questo tipo di reati. Esso viene collegato ad un giro di furti di auto di lusso spedite oltreoceano, gestito da un'organizzazione di terroristi. In ospedale, Jesse ha una crisi e viene riportato in sala operatoria per un'emorragia cerebrale che ha causato una grande perdita di sangue. Charlie vorrebbe restare a confortare Sarah, ma lei gli dice di risolvere il caso dato che lì non potrebbe fare nulla. Per smascherare i colpevoli, Charlie si infiltra al galà a cui è stato invitato Donovan, mentre Rex si nasconde in un'"auto - spia" che viene effettivamente rubata e trasferita al porto per essere spedita in un container. Accortosi della scomparsa del partner, Charlie si dirige al porto venendo poi raggiunto da Donovan (che ha arrestato due dei ladri): il container dov'è rinchiuso Rex sta per essere imbarcato. Le casse sono centinaia, non è facile capire qual è quella giusta, Rex però è in grado di far scattare l'allarme dell'auto e di sgusciare fuori da un'apertura del bagagliaio; la donna e l'ultimo ladro si avvicinano al SUV venendo sorpresi dalla Polizia che li arresta, e Charlie si riunisce a Rex. Di nuovo in Centrale, Donovan comunica al resto della squadra che la promozione gli è stata tolta per aver "approfittato" del nuovo grado per "accelerare" lo svolgimento delle indagini, e che al suo posto è stata Vanessa Lewis (la Sovrintendente della Narcotici) a riceverla. Jesse invece spiega che sfiorare la morte gli ha fatto capire di non voler sprecare il tempo che gli rimane e per questo ha deciso di studiare per sostenere l'esame da Detective, ottenendo l'apprezzamento dei colleghi.
- Ascolti Italia: telespettatori 212.000 – share 2,70%[11]